# Quercus elmeri
Quercus elmeri är en bokväxtart som beskrevs av Elmer Drew Merrill. Quercus elmeri ingår i släktet ekar, och familjen bokväxter. Inga underarter finns listade.